# Pedro Quesada
Pedro Quesada Cerdán (Albacete, 1926-Valencia, 1988) fue un guionista de cómic español, adscrito a la Escuela Valenciana de historieta y autor de varios cuadernillos de aventuras que tuvieron gran éxito en la España de posguerra. 

## Biografía y obra
Muchos de sus trabajos fueron realizados para la editorial Maga, fundada por su cuñado, Manuel Gago, y colaboró frecuentemente con su hermano, el dibujante Miguel Quesada. 
Algunas de sus obras más destacadas fueron Pacho Dinamita y Tony y Anita (ambas dibujadas por Miguel), Pantera Negra y Pequeño Pantera Negra (primero con dibujos de José Ortiz, y luego de nuevo de su hermano Miguel), Apache (con dibujos de Luis Bermejo) o Jim Alegrías (ilustrada por Manuel Gago).

## Premios y Valoración
Pedro Quesada obtuvo el Gran Premio del Salón del Cómic de Barcelona en 1999 a título póstumo. Jesús Cuadrado, por su parte, lo pone de ejemplo del "guionista-río de fabulación disparada y profesionalidad exquisita" de los años 40.

## Obras
| Años | Título                            | Dibujante                    | Tipo            | Publicación          |
| ---- | --------------------------------- | ---------------------------- | --------------- | -------------------- |
| 1945 | La pandilla de los siete          | Miguel Quesada               | Serial          | Editorial Valenciana |
| 1952 | El espadachín enmascarado         | Manuel Gago                  | Serial          | Editorial Valenciana |
| 1955 | Balín                             | José Ortiz                   | Serial          | Editorial Maga       |
| 1958 | Bengala                           | Leopoldo Ortiz               | Serial          | Editorial Maga       |
| 1958 | El Duque Negro                    | José Ortiz y Manuel Gago     | Serial          | Editorial Maga       |
| 1958 | Marcos                            | Manuel Gago                  | Serial          | Editorial Maga       |
| 1962 | Flecha Roja                       | Antonio Sánchez Aviá         | Serial          | Editorial Maga       |
| 1965 | Vida y costumbres de los vikingos | Luis Bermejo y Matías Alonso | Álbum de cromos | Editorial Maga       |